# Lista de marquesados do Império do Brasil
Esta é uma lista de marquesados do Império do Brasil. 
| Título                               | Data de criação        | Titulares                                                | Topônimo associado                         | Brasão |
| Marquês de Abrantes                  | 2 de dezembro de 1854  | Miguel Calmon du Pin e Almeida                           | Abrantes (Portugal)                        |        |
| Marquês de Aracati                   | 12 de outubro de 1826  | João Carlos de Oyenhausen-Gravenburg                     | Aracati (Ceará)                            |        |
| Marquês de Baependi                  | 12 de outubro de 1826  | Manuel Jacinto Nogueira da Gama                          | Baependi (Minas Gerais)                    |        |
| Marquês de Barbacena                 | 12 de outubro de 1826  | Felisberto Caldeira Brant Pontes de Oliveira Horta       | Barbacena (Minas Gerais)                   |        |
| Marquês do Bonfim                    | 17 de julho de 1872    | José Francisco de Mesquita                               | Bonfim (Bahia)                             |        |
| Marquês de Cantagalo                 | 12 de outubro de 1826  | João Maria da Gama Freitas Berquó                        | Cantagalo (Rio de Janeiro)                 |        |
| Marquês de Caravelas                 | 12 de outubro de 1826  | José Joaquim Carneiro de Campos                          | Caravelas (Bahia)                          |        |
| Marquês de Caxias                    | 26 de junho de 1852    | Luís Alves de Lima e Silva                               | Caxias (Maranhão)                          |        |
| Marquês da Cunha                     | 12 de outubro de 1826  | D. Francisco da Costa de Sousa de Macedo                 | Cunha (São Paulo)                          |        |
| Marquês do Erval                     | 29 de dezembro de 1869 | Manuel Luís Osório                                       | Herval (Rio Grande do Sul)                 |        |
| Marquês da Gávea                     | 16 de maio de 1888     | Manuel Antônio da Fonseca Costa                          | Gávea (Rio de Janeiro)                     |        |
| Marquês de Inhambupe                 | 12 de outubro de 1826  | Antônio Luís Pereira da Cunha                            | Inhambupe (Bahia)                          |        |
| Marquesa de Itamarati                | 18 de outubro de 1876  | Maria Romana Bernardes da Rocha                          | Itamarati (Amazonas)                       |        |
| Marquês de Itanhaém                  | 13 de maio de 1819     | Manuel Inácio de Andrade Pinto Coelho                    | Itanhaém (São Paulo)                       |        |
| Marquês de Itu                       | 7 de maio de 1887      | Antônio de Aguiar Barros                                 | Itu (São Paulo)                            |        |
| Marquês de Jacarepaguá               | 12 de outubro de 1826  | Francisco Maria Gordilho Veloso de Barbuda               | Jacarepaguá (Rio de Janeiro)               |        |
| Marquês de Jundiaí                   | 12 de outubro de 1826  | Joaquim José de Azevedo                                  | Jundiaí (São Paulo)                        |        |
| Marquês de Lajes                     | 25 de março de 1845    | João Vieira de Carvalho                                  | Lajes (Rio Grande do Norte)                |        |
| Marquês de Maceió                    | 12 de outubro de 1826  | D. Francisco Afonso Meneses Sousa Coutinho               | Maceió (Alagoas)                           |        |
| Marquês de Maranhão                  | 12 de outubro de 1823  | Thomas Cochrane                                          | Maranhão                                   |        |
| Marquês de Maricá                    |                        | Mariano José Pereira da Fonseca                          | Maricá (Rio de Janeiro)                    |        |
| Marquês de Monte Alegre              | 2 de dezembro de 1854  | José da Costa Carvalho                                   | Monte Alegre (Pará)                        |        |
| Marquês de Monte Pascoal             | 16 de maio de 1888     | Luís Antônio dos Santos                                  | Monte Pascoal (Bahia)                      |        |
| Marquês de Muritiba                  |                        | Manuel Vieira Tosta                                      | Muritiba (Bahia)                           |        |
| Marquês de Nazaré                    | 12 de outubro de 1826  | Clemente Ferreira França                                 | Nazaré (Bahia)                             |        |
| Marquês de Olinda                    | 2 de dezembro de 1854  | Pedro de Araújo Lima                                     | Olinda (Pernambuco)                        |        |
| Marquês de Paraná                    | 2 de dezembro de 1854  | Honório Hermeto Carneiro Leão                            | Paraná                                     |        |
| Marquês de Paranaguá                 | 12 de outubro de 1826  | Francisco Vilela Barbosa João Lustosa da Cunha Paranaguá | Paranaguá (Piauí)                          |        |
| Marquês de Queluz                    |                        | João Severiano Maciel da Costa                           | Queluz (São Paulo)                         |        |
| Marquês de Quixeramobim              |                        | Pedro Dias Pais Leme                                     | Quixeramobim (Ceará)                       |        |
| Marquês de Recife                    |                        | Francisco Pais Barreto                                   | Recife (Pernambuco)                        |        |
| Marquês de Resende                   |                        | Antônio Teles da Silva Caminha e Meneses                 | Resende (Rio de Janeiro)                   |        |
| Marquês de Sabará                    |                        | João Gomes da Silveira Mendonça                          | Sabará (Minas Gerais)                      |        |
| Marquês de Santa Cruz                |                        | D. Romualdo Antônio de Seixas                            | Santa Cruz (Rio de Janeiro)                |        |
| Marquês de Santo Amaro               |                        | José Egídio Álvares de Almeida                           | Santo Amaro (Bahia)                        |        |
| Marquesa de Santos                   | 12 de outubro de 1826  | Domitila de Castro Canto e Melo                          | Santos (São Paulo)                         |        |
| Marquês de São João de Palma         | 12 de outubro de 1825  | D. Francisco de Assis Mascarenhas                        | São João da Palma (Tocantins)              |        |
| Marquês de São João Marcos           |                        | Pedro Dias Pais Leme da Câmara                           | São João Marcos (Rio de Janeiro)           |        |
| Marquês de São Vicente               |                        | José Antônio Pimenta Bueno                               | São Vicente (São Paulo)                    |        |
| Marquês de Sapucaí                   | 1872                   | Cândido José de Araújo Viana                             | Sapucaí (Minas Gerais)                     |        |
| Marquês de Tamandaré                 |                        | Joaquim Marques Lisboa                                   | Tamandaré (Pernambuco)                     |        |
| Marquesa de Taquaí                   | 12 de outubro de 1826  | Francisca Joana de Lacerda Castelo Branco                | Itaguaí (Rio de Janeiro)                   |        |
| Marquês de Taubaté                   | 12 de outubro de 1826  | Luís de Saldanha e Torres Guedes de Brito                | Taubaté (São Paulo)                        |        |
| Marquês de Três Rios                 |                        | Joaquim Egídio de Sousa Aranha                           | Três Rios (São Paulo)                      |        |
| Marquês de Valença                   | 29 de novembro de 1829 | Estêvão Ribeiro de Resende                               | Valença (Rio de Janeiro)                   |        |
| Marquês de Vila Real da Praia Grande |                        | Caetano Pinto de Miranda Montenegro                      | Vila Real da Praia Grande (Rio de Janeiro) |        |

## Curiosidades
- Por viverem em um país de tradição nobiliárquica, os descendentes de Thomas Cochrane, marquês do Maranhão, continuam a utilizar, ainda hoje em dia, o título brasileiro, passado hereditariamente ao lado de outros títulos da família, como o de conde de Dundonald. Tal uso, todavia, se faz irregular, haja vista que o título foi concedido para uma vida apenas.

## Observações
↑  A lista adota como padrão as normas ortográficas vigentes da língua portuguesa, mesmo que a escrita dalguns títulos difira dos topônimos associados que por ventura mantiveram a antiga grafia.